# Sorgenfri Sogn
Sorgenfri Sogn er et sogn i Kongens Lyngby Provsti (Helsingør Stift). Sognet ligger i Lyngby-Taarbæk Kommune; indtil Kommunalreformen i 1970 lå det i Sokkelund Herred (Københavns Amt). I Sorgenfri Sogn ligger Sorgenfri Kirke.
I Sorgenfri Sogn findes flg. autoriserede stednavne:
- Frederiksdal (bebyggelse, ejerlav)
  - Hjortholm Voldsted
- Sorgenfri (bebyggelse, ejerlav)
  - Sorgenfri Slot